# Sitònia
Sitònia o Sithònia (en llatí Sithonia, en grec antic Σιθωνίη) era el nom de la península central de les tres penínsules (Atos, Sitònia i Pal·lene) que surten de la península Calcídica i s'endinsen a la mar Egea. Sitònia forma una llarga prolongació fins al pic anomenat Solomon o Kholomon. El golf entre Atos i Sitònia es deia antigament golf Singític, i el situat entre Sitònia i Pal·lene, golf Toronaic.
Aquesta península, no és tant muntanyosa com la d'Atos, situada a la seva dreta, però tampoc és tan acollidora com l'altra, la de Pal·lene. Va ser la primera on es van establir els colons de Calcis, i la més important, sembla que cap al segle vii aC, segons Estrabó, i allà van fundar la ciutat de Torone, amb un port i una fortalesa. Des d'allí van estendre els seus dominis cap a l'interior, i van arribar fins als límits de Tessalònica.
En el seu territori hi havia la ciutat de Lecythos.